# Assiminea palauensis
Assiminea palauensis é uma espécie de gastrópode  da família Assimineidae.
É endémica de Palau.